# Nickelodeon Digital
Nick Digital era un estudio de animación estadounidense. El estudio, que se inauguró en 1989, creó los anuncios, así como espectáculos para Nickelodeon y Nicktoons Network.

## Historia
En 1989, Nickelodeon fundó Nick Animation como su división de animación en la costa este.
En 1995, Nick se convirtió en Nickelodeon Creative Labs. En 1999, Nickelodeon Creative Labs se convirtió en Nick digital. En 2008, Viacom despidió 750 empleados de todo el estudio, para cerrar el estudio. Pero Nickelodeon todavía está funcionando el estudio como una empresa de diseño de la difusión de los canales de Nickelodeon. 

## Trabajo
- Nickelodeon (3D stings) (1993-2009) (de Pixar Animation Studios la campaña de 1993-1999 Motion Graphics)
- Natalie's Backseat Traveling Web Show (1996)
- Blue's Clues (1996-2004)
- Little Bill (1999)
- Invader Zim (2001)
- The Fairly OddParents (efectos especiales) (2001-2017)
- 2002 Kids' Choice Awards (escena de Jimmy Neutrón) (2002)
- Channel Chasers (efectos especiales) (2004)
- The X's (2005)
- Umizumiz (2006)
- Ni Hao Kai Lan (special effects) (2008-)
- The Mighty B! (special effects) (2008-2011)
- Nicktoons Film Festival 5 (opening & bumpers) (2008)
- Wishology (2009)